# Nemaschema rufithorax
Nemaschema rufithorax là một loài bọ cánh cứng trong họ Cerambycidae.